# The Statler Brothers
The Statler Brothers byla americká gospel a country hudební skupina, která vznikla v roce 1955 ve Stauntonu, Virginii. Mimo vlastní hudební kariéry se také proslavila jako doprovázející kapela Johnnyho Cashe. Navzdory svému jménu byli pouze dva členové skupiny bratry. Původní čtveřici tvořili Don Reid jako hlavní zpěvák, jeho starší bratr Harold obstarával bas, Phil Balsley zpíval baryton a Lee DeWitt tenor. V roce 1983 pak DeWitta kvůli postupující Crohnově nemoci nahradil Jimmy Fortune.
Za dobu své existence vydala kapela 38 studiových alb. Hned čtyřikrát se svými singly dobyla čelo žebříčku Billboard Hot 100, totiž s „Do You Know You Are My Sunshine?“ v roce 1978, „Elizabeth“ (1984) a „My Only Love“ a „Too Much on My Heart“ v roce 1985. Bezpochyby nejslavnějšími písněmi jsou ovšem „Flowers on the Wall“ ze stejnojmenného alba z roku 1965, která se objevila rovněž v soundtracku k filmu Pulp Fiction režiséra Quentina Tarantina a „Bed of Rose's“ z roku 1970.